# Hypoestes axillaris
Hypoestes axillaris är en akantusväxtart som beskrevs av Merrill. Hypoestes axillaris ingår i släktet Hypoestes och familjen akantusväxter. Inga underarter finns listade i Catalogue of Life.